# کاترین بیشاپ (قایقران)
کاترین بیشاپ (انگلیسی: Catherine Bishop؛ زادهٔ ۲۲ november ۱۹۷۱ (۵۳ سال)) ورزشکار روئینگ اهل بریتانیا است.
وی در مسابقات کشوری و بین‌المللی در مجموع برندهٔ ۱ مدال طلا، ۲ مدال نقره شده‌است.